# Rejon tatarski
Rejon tatarski (ros Татарский район) – rejon będący jednostką podziału administracyjnego rosyjskiego obwodu nowosybirskiego.

## Historia
Napływ ludności rosyjskojęzycznej na te tereny zaczyna się jeszcze w XVIII wieku. Ziemie te podlegały administracyjnie pod Kainsk i w owych czasach były umocnionym terenem granicznym, a placówki wojskowe i forty miały służyć do obrony kresów i ludności Imperium Rosyjskiego. W XIX wieku trwa dalsza rosyjska kolonizacja, co powoduje wzrost liczby ludności. Na wyższym szczeblu administracyjnym zarząd nad tymi terenami sprawowany był przez władze tomskiej guberni. W latach dziewięćdziesiątych XIX wieku ziemie te zyskują stałe połączenie drogowe z dzisiejszym Nowosybirskiem, a także z Czelabińskiem. Od 1893 roku zaczyna się budowa stacji kolejowej, która nadała nazwę całemu rejonowi. Jej uroczyste otwarcie nastąpiło 15 października 1896 roku. Pobudziło to rozwój gospodarczy regionu, zaczęli napływać kupcy wraz ze swoimi towarami, a także rosła liczba ludności. W okresie rosyjskiej wojny domowej początkowo tereny te znajdują się pod kontrolą rządu admirała Aleksandra Kołczaka, a następnie przechodzą w ręce bolszewików. Do 1921 roku podlegają administracyjnie pod Omsk, a następnie zostają przeniesione pod zarząd dzisiejszego Nowosybirska. Od 1937 roku wchodzą ostatecznie w skład obwodu nowosybirskiego.
13 sierpnia 1925 roku zlikwidowana zostaje w wyniku reformy administracyjnej wołost, a zastępują ją, znacznie większy, rejon tatarski. W latach trzydziestych XX wieku rusza stalinowski program forsownej kolektywizacji, a w rejonie zaczyna ukazywać się pierwsza stała gazeta. Do 1930 roku otwartych zostaje 14 punktów edukacyjnych do walki z analfabetyzmem. Wraz z kolektywnym rolnictwem rozwijał się przemysł, w którym zatrudnienie znalazło prawie 500 robotników. W 1939 roku populacja rejonu tatarskiego wynosiła 74,7 tysięcy ludzi, a na jego terenie działało 27 czytelni wiejskich, 72 kluby kulturalne, 1 kino, 13 bibliotek, przedszkole i szpital rejonowy. W czasie wielkiej wojny ojczyźnianej na front wyruszyło 14 120 osób, a 12 jego mieszkańców otrzymało tytuł Bohatera Związku Radzieckiego. W czasie wojny rejon był jednym z największych na terenie obwodów dostawców żywności i produktów rolniczych, a na jego obszar ewakuowano 9941 osób z zachodu kraju. Po wojnie nadal intensywnie rozwijało się rolnictwo oraz przemysł. W latach 1948–1949 oddano do użytku prawie 300 nowych budynków gospodarczych oraz 400 budynków mieszkaniowych. W latach sześćdziesiątych XX wieku inwestowano głównie w poprawę warunków pracy w rolnictwie oraz w nowe rozwiązania techniczne w tym sektorze. To także czas inwestycji w budownictwo mieszkaniowe, elektryfikację ostatnich wsi oraz tworzenie systemu ciepłowniczego. Do momentu rozpadu Związku Radzieckiego 6 mieszkańców odznaczono tytułem Bohatera Pracy Socjalistycznej, a 24 osoby otrzymały Order Lenina. Po powstaniu Federacji Rosyjskiej, w latach dziewięćdziesiątych XX wieku, spada produkcja, wydajność w rolnictwie, które okazuje się być przestarzałe, a bolesne reformy okres transformacji obniżają poziom życia oraz powodują spadek płac. Poprawa sytuacji następuje stopniowo po 2000 roku.

## Charakterystyka
Rejon tatarski jest najbardziej wysuniętym na zachód rejonem obwodu nowosybirskiego, a od obwodowej stolicy, Nowosybirska dzieli go odległość równa 470 kilometrom. Od zachodu graniczy z obwodem omskim. Przez jego teren przebiega trasa Kolei Transsyberyjskiej oraz droga magistralna M53 "Bajkał". Administracyjnie rejon dzieli się na jedno osiedle typu miejskiego i 21 osiedli typu wiejskiego (sielsowietów). Jest to głównie teren równinny, z niewielkimi wzgórzami, o słabo rozwiniętej sieci rzecznej. W północnej części rejonu znajdują się liczne jeziora oraz mniejsze zbiorniki wodne. Średnia temperatura w styczniu wynosi -19 stopni Celsjusza, a w czerwcu +18 C. Średnia roczna suma opadów wynosi 330–340 mm. Lasy zajmują powierzchnię 106,6 tysięcy hektarów, co stanowi około 15,7% powierzchni całego rejonu. Znajdują się tu także dwa rezerwaty przyrody, o powierzchni 1826 hektarów i 524 hektarów. Tereny rejonu tatarskiego zamieszkuje m.in. 85 gatunków ptaków, 21 gatunków ssaków oraz po 4 gatunki płazów i gadów.
W 2011 roku sektor rolniczy rejonu tatarskiego wytworzył towarów o łącznej wartości 2666,5 milionów rubli, co w porównaniu z rokiem 2010 było wzrostem o 23,4%. Łącznie na terenie rejonu w 2011 roku wytworzono 52 tysiące ton mleka, 6513 ton mięsa oraz 106,4 tysięcy ton różnych zbóż. W 2011 roku w produkcję zainwestowano 280 milionów rubli, zakupiono nowy sprzęt za kwotę 170,3 milionów rubli, a łączna dotacja z budżetu państwowego wyniosła 72,9 milionów rubli. 76,3% przemysłu związane jest z przetwórstwem żywności. Łączna długość dróg na obszarze rejonu wynosi 504,7 kilometrów, z czego drogi o utwardzonej nawierzchni to 358,6 kilometrów. Na terenie rejonu działa ponad 30 publicznych szkół różnego typu, sierociniec oraz 30 oddziałów przedszkolnych. Funkcjonuje tu centralna biblioteka rejonowa z 33 oddziałami bibliotecznymi, 25 domów kultury oraz muzeum historyczne. Opiekę medyczną zapewnia szpital rejonowy oraz 6 mniejszych szpitali i 48 placówek ochrony zdrowia.

## Demografia

### Wiadomości ogólne
Według danych federalnych na terenie rejonu tatarskiego w 2010 roku zamieszkiwało 43 328 ludzi. Lokalne statystyki wskazują, że w 2011 roku doszło do znacznego spadku populacji i liczba mieszkańców rejonu wyniosła w roku tym 39 826 mieszkańców. Oficjalnie zarejestrowane bezrobocie w 2011 roku wynosiło 1,9%. Na przestrzeni ostatnich kilku lat wzrosła średnia miesięczna pensja, w 2007 roku przeciętny mieszkaniec rejonu zarabiał 5500 rubli na miesiąc, w 2008 roku kwota ta wynosiła 6750 rubli, w 2009 roku wzrosła do 8100 rubli, a w 2010 roku do 8800 rubli. 45,5% wszystkich pracujących zatrudnionych jest w rolnictwie.

### Liczba ludności w ostatnich latach
| Rok  | Liczba ludności |
| ---- | --------------- |
| 2005 | 44 300          |
| 2006 | 44 150          |
| 2007 | 44 146          |
| 2008 | 43 826          |
| 2009 | 43 695          |
| 2010 | 43 328          |
| 2011 | 39 826          |